# Коллінгсвуд (Нью-Джерсі)
Коллінгсвуд (англ. Collingswood) — місто (англ. borough) в США, в окрузі Кемден штату Нью-Джерсі. Населення — 14 186 осіб (2020).

## Географія
Коллінгсвуд розташований за координатами 39°54′55″ пн. ш. 75°4′42″ зх. д. / 39.91528° пн. ш. 75.07833° зх. д. (39.915275, -75.078391).  За даними Бюро перепису населення США в 2010 році місто мало площу 4,98 км², з яких 4,72 км² — суходіл та 0,26 км² — водойми.

## Демографія
Згідно з переписом 2010 року, у селищі мешкало 13 926 осіб у 6299 домогосподарствах у складі 3343 родин. Було 6822 помешкання
Расовий склад населення:
| - 81,8 % — білих - 9,1 % — чорних або афроамериканців - 2,2 % — азіатів - 0,3 % — корінних американців - 4,0 % — осіб інших рас |

До двох чи більше рас належало 2,6 %. Частка іспаномовних становила 9,7 % від усіх жителів.
За віковим діапазоном населення розподілялося таким чином: 19,4 % — особи молодші 18 років, 67,1 % — особи у віці 18—64 років, 13,5 % — особи у віці 65 років та старші. Медіана віку мешканця становила 39,0 року. На 100 осіб жіночої статі у селищі припадало 91,1 чоловіків;  на 100 жінок у віці від 18 років та старших — 87,2 чоловіків також старших 18 років.
Середній дохід на одне домашнє господарство  становив 81 678 доларів США (медіана — 60 777), а середній дохід на одну сім'ю — 100 471 долар (медіана — 86 432). Медіана доходів становила 61 210 доларів для чоловіків та 45 714 долари для жінок. За межею бідності перебувало 5,8 % осіб, у тому числі 7,3 % дітей у віці до 18 років та 7,1 % осіб у віці 65 років та старших.
Цивільне працевлаштоване населення становило 7793 особи. Основні галузі зайнятості: освіта, охорона здоров'я та соціальна допомога — 35,3 %, науковці, спеціалісти, менеджери — 12,5 %, роздрібна торгівля — 9,5 %, мистецтво, розваги та відпочинок — 8,3 %.